# معسكر أشرف

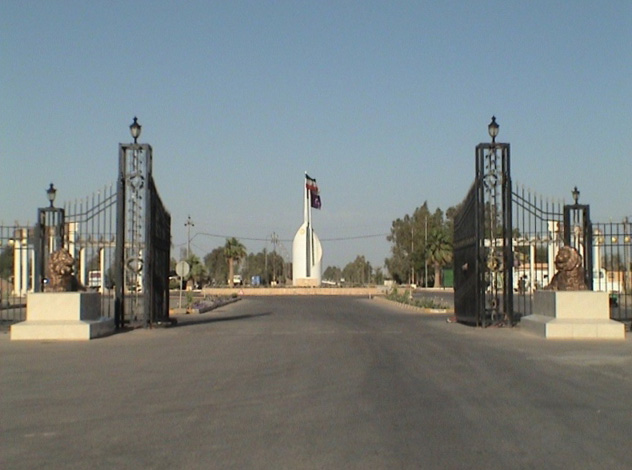

معسكر أشرف معسكر تقيم فيه قوات ولاجئون من حركة مجاهدي خلق الإيرانية مقره في محافظة ديالى بالعراق. يبلغ عدد سكانه 3400 لاجيء محاصرون منذ بداية الاحتلال الأمريكي للعراق ويعانون من انعدام الخدمات الضرورية من ماء وكهرباء وأغذية، وبالأخص حرمانهم من العلاج والأدوية، ولا سيما أن غالبية هؤلاء مرضى بسبب منع وصولهم إلى المستشفيات لتلقي العلاج اللازم. إضافة إلى ذلك، تستهدف المعسكر غارات متكررة من الميليشيات العراقية وفيلق القدس الإيراني.

## منظمة مجاهدي خلق الإيرانية
أشرف هي مقر للأعضاء المنشقين عن منظمة مجاهدي خلق الإيرانية في العراق، الذين جاؤوا العراق عام 1986. يعتبر أعضاء الحركة في المخيم لدى قوات التحالف بأنهم أشخاص محميون حسب اتفاقيات جنيف.

## أشرف رجوي
أشرف رجوي، التي سمي المخيم على اسمها، كانت آخر مجموعة من المعتقلين السياسيين الذي أفرج عنهم عام 1979. وقد تزوجت من مسعود رجوي. قتلت أشرف رجوي، وموسى خياباني، القائد الثاني في مجاهدي خلق، على أثر هجوم شنته قوات الحرس الثوري الإيراني.

## تحت حكم صدام حسين
بجانب ستة مواقع أخرى في العراق، بتعليمات الرئيس السابق صدام حسين أصبح مخيم أشرف مقرّاً رسمياً وموقع تدريب لأعضاء مجاهدي خلق.

## 2011
في 8 أبريل 2011 قتل ثلاثة أشخاص وجرح 14 آخرين في اشتباكات بين الجيش العراقي وعناصر مجاهدي خلق الإيرانية المعارضة بمعسكر أشرف. وأوضحت المصادر الأمنية العراقية أن الاشتباكات توقفت وأن القوات العراقية تفرض سيطرتها على المعسكر. ويشرف على العمليات قائد القوات البرية الفريق الركن علي غيدان ولا تزال القوات العراقية منتشرة في المنطقة.
أما منظمة مجاهدي خلق فقد أكدت من جانبها في بيان أن الحصيلة الأولية للاشتباكات بلغت 25 قتيلا بينهم ست نساء ومئات الجرحى، أغلبهم مصابون بطلقات نارية مباشرة. ووصفت حالتهم بالخطيرة.
واتهمت المنظمة المعارضة في بيانها رئيس وزراء العراق نوري المالكي وقواته بارتكاب ما سمته مجزرة جماعية في معسكر أشرف، قائلة إن القوات المهاجمة أخذت عدداً من الأشخاص رهائن. ومن جهة أخرى أكد بيان المنظمة على ما اعتبرها مسؤولية الولايات المتحدة في حماية سكان معسكر أشرف، وطالبت بتدخل فوري للقوات الأمريكية لوقف «عملية الإبادة الوحشية» ودفع القوات العراقية إلى الانسحاب من المعسكر.
في 9 أبريل أكد وزير الخارجية البريطاني أليستار بورت عن قلق بلاده للمعلومات التي تفيد أن عددا من المدنيين قتلوا وأن آخرين أصيبوا بجروح في معسكر أشرف. وطالب بورت الحكومة العراقية بوضع حد للعمليات العنيفة في المعسكر فورا واتخاذ تدابير فورية لإعادة الهدوء والتأكد من احترام حقوق السكان، وأعرب عن رغبته في أن تعطي بغداد «في أسرع وقت ممكن موافقتها» على طلب الأمم المتحدة إرسال بعثة إنسانية إلى المكان.
وأعرب وزير الدفاع الأمريكي روبرت غيتس عن قلق بلاده حيال التقارير عن القتل والجرح الناجم عن الاشتباكات في معسكر أشرف، داعيا الحكومة العراقية إلى ضبط النفس والوفاء بالتزاماتها بمعاملة سكان المعسكر وفقا للقانون العراقي والتزاماتها الدولية. وأضاف أن أقصى ما يمكن أن تقدمه القوات الأميركية -القريبة من المعسكر- لسكانه هو المساعدة الطبية.
وصرح علي الدباغ الناطق باسم الحكومة العراقية إن القوات الأمنية المكلفة بحماية معسكر أشرف بمحافظة ديالى فرضت الأمن والنظام بعد أن قامت عناصر من منظمة خلق بالخروج من المعسكر والاعتداء بالحجارة على القوات الأمنية مما تسبب في جرح خمسة منهم وإحداث حالة من «الشغب والفوضى». بدوره أكد علي الموسوي المستشار الإعلامي لرئيس الوزراء العراقي أن الاشتباكات اندلعت بعد أن حاولت القوات الحكومية استعادة أرض من سكان المعسكر وإعادتها للفلاحين الذين يملكونها.
في 15 أبريل أعلن متحدث باسم الأمم المتحدة عن مقتل 34 شخص في معسكر أشرف شمال بغداد أثر هجوم مجدد للجيش العراقي. وتطابق هذا العدد مع الأرقام التي اعطاها سكان المخيم، والتي نفتها السلطات العراقية قائلة ان ثلاثة اشخاص فقط قتلوا في العملية، وان البقية كانوا صرعى قبل دخول الجيش المخيم.
في 5 مايو 2011 أعلن مسؤول أمريكي كبير أن الولايات المتحدة وضعت خطة جديدة لحل المشاكل العالقة في معسكر أشرف، داعية إلى نقل سكان المعسكر مؤقتا إلى موقع جديد في العراق، ريثما يعاد توطينهم في بلد ثالث. وتستخدف الخطة تستهدف الحيلولة دون وقوع المزيد من العنف في معسكر أشرف، حيث قتل 34 شخصا في أبريل 2011 بعد أن تحركت قوات الأمن العراقية لشن عمليات داخل المعسكر. وأضاف المسؤول أن الحكومة العراقية تدرس الخطة الأميركية الجديدة التي من شأنها أن تعرض الآن على قادة معسكر أشرف.